# Weekend!
A Weekend! a német Scooter 2003-ban megjelent kislemeze, az első kislemez az ugyanebben az évben megjelent The Stadium Techno Experience című albumról. Ez a dal a második (bár ha a Nessaja szerzősége körüli vitákat is beleszámítjuk, az első) kislemez, amely a Jay Frog csatlakozásával elindult "Third Chapter" alatt készült, és ennek a korszaknak a hangzásvilágát jellegzetesen magán viseli. A dal a valaha volt egyik legsikeresebb Scooter-kislemez, számos országban, köztük Magyarországon is a listák élére jutott, Németországban azonban csak második lett. A mai napig rendszeresen elhangzik koncerteken.
Akárcsak ebben a korszakban a legtöbb Scooter-dal, ez is feldolgozás, méghozzá többszörös: eredetije az "Earth & Fire" azonos című dala, de tartalmaz elemeket Push "Strange World" és a Lost Tribe "Gamemaster" című számából is, nyitó motívuma pedig a KLF "America: What Time Is Love?" című számából származik. Ugyancsak KLF-utalás a "Respect To The Man In the Ice Cream Van!" sor, ugyanis a fagylaltoskocsi ennek az együttesnek a "Justified and Ancient" című kislemezének borítóján látható. A kiállásnál hallható idézet Antoine de Saint-Exupéry klasszikus művéből, "A kis herceg"-ből származik. A feldolgozás ötlete H.P. Baxxtertől származik, aki vidéki autózása során hallotta a számot a rádióban, és annyira megtetszett neki, hogy azon nyomban felhívta telefonon Rick J. Jordant, hogy készítsék el.
A kislemez limitált változatán hallható a dal DTS-rendszerekre optimalizált verziója, amely a Scooter egyetlen ilyen száma.

## Számok listája

### Eredeti változat
1. Weekend! (Radio Edit) (3:35)
2. Weekend! (Extended) (5:10)
3. Weekend! (Club Mix) (6:02)
4. Curfew (3:14)
5. Multimédiás tartalom (videoklip, werkfilm, fényképek, csak a német és orosz kiadáson)

Ausztráliában a "Posse (I Need You On The Floor)" N-Trance Remixe is a hagyományos kiadáson kapott helyet.

### Brit kiadás
Promóciós célokból az országban a videoklip cenzúrázott változatát VHS-kazettán is terjesztették.
1. Weekend! (Radio edit) (3:35)
2. Weekend! (N-Trance Remix) (6:26)
3. Ramp! (The Logical Song) (Starsplash Remix) (7:17)
4. Multimédiás tartalom: videoklip cenzúrázott változata

### Limited Edition
Ez a kiadvány a borítóján is hangsúlyozza egy nagy sárga csíkon, hogy "Digital Surround Sound (DTS)" változatban hallható rajta a dal. Olvasható a belső borítón egy figyelmeztetés is, hogy hagyományos CD-lejátszóban használva csak sercegés hallható, de ez nem a lemez, és nem a lejátszó hibája, ugyanis ezt a számot csak DVD-lejátszóban, megfelelő DTS-dekóder birtokában lehet meghallgatni. A limitált kiadás CD-jén a szürke alapon sárga megafon helyett narancsszínű látható.
1. Weekend! (Extended Mix) (5:10)
2. Curfew (3:14)
3. Posse (I Need You On The Floor) (N-Trance Remix) (6:02)
4. Weekend! (DTS Version) (3:35)
5. Multimédiás tartalom: (videoklip, werkfilm, fényképek, utóbbi kettő csak a német kiadáson)

### Vinyl verzió
- A1: Weekend! (Club Mix) (6:02)
- B1: Weekend! (Extended Mix) (5:10)

## Más változatok
Koncertváltozata hallható a 2004-es "10th Anniversary Concert" című kiadványon, a 2006-os "Excess All Areas" koncertalbumon, valamint a 2010-es "Live In Hamburg" koncertlemezen. Játszották a dalt továbbá a 2008-as "Live In Berlin" videófelvételen.
2008-ban a Bloodhound Gang elkészítette a dal feldolgozását, mely felkerült a "Hands On Scooter" albumra illetve a "Jumping All Over The World - Whatever You Want" című kiadványra is.
2017-ben Olga Scheps zongoraművész elkészítette a dal feldolgozását, mely felkerült a "100% Scooter" című kiadványra.
2019-ben Noisecontrollers a dal hardstyle változatát készítette el, amit a Defqon.1 fesztiválon játszott.

## Videoklip
A klip kétféle változatban készült, melyek közt a legfontosabb különbség a cenzúrázottság. A cenzúrázatlan változatban ugyanis csókolózó nőket és meztelen női melleket is mutatnak. A videoklip a vallások közti egyetemességet mutatja be. A sötét háttér előtt felvett klipben számos esetben használnak CGI-effekteket, így a primitív emberek arcára maszkírozott H.P. Baxxter arcát, a nagydarab ember hátából kitörni készülő H.P.-t, valamint Ganésa istenséget is így ábrázolják.
A klip elején egy sötétbe burkolózó, kezében füstölőt cipelő alak közelít meg pár primitív vadembert, a következő pillanatban pedig H.P. látható buddhista szerzetesek körében, akik egy csónakot rángatnak, melyben H.P. és félmeztelen nők állnak. A jelenetek során szamurájok és nindzsák is felbukkannak. A csónak hátterében Rick és Jay püfölik a dobokat és játszanak egy miniatűr zongorán. Ezután a szerzetesek tejjel akarnak megitatni egy fehér ruhába öltözött, a földön fekvő, töviskoszorút viselő lányt, amit társa sírva néz végig, mert nem hajlandó inni (utalásképp a kereszténységre). Egy izmos férfi hátából H.P. arca formálódik ki, amely különféle szavakat kiabál, egy muszlim lány döbbenetére. A klipben megjelenik még egy hindu nő (aki Ganésának táncol) és egy gésákra emlékeztető kinézetű japán lány, valamint újra felbukkannak a primitív vademberek.
A kiállásnál a Scooter tagjait, akik keleti bölcseknek öltöztek, a buddhista szerzetesek veszik körbe, H.P. pedig egy könyvből, amit egy nő tart elé, felolvassa "A kis herceg" leghíresebb mondatát.
A klip végén a töviskoszorús lány a primitív emberek kezét fogja, egy kimonós lány az izmos férfiét, illetve egy tetovált férfi is megjelenik pár snitt erejéig, a záró jelenetben pedig a Scooter-logó látható lángoló formában.

## Közreműködtek
- H.P. Baxxter a.k.a. The Chicks Terminator (szöveg)
- Rick J. Jordan, Jay Frog (zene)
- Jens Thele (menedzser)
- Gerard Koerts ("Weekend" eredeti szerző)
- Nikk (női vokál)
- Frank-Lothar Lange (fényképek)
- Marc Schilkowski (borítóterv)